# Tabanus brunneocallosus
Tabanus brunneocallosus är en tvåvingeart som beskrevs av Olsufjev 1936. Tabanus brunneocallosus ingår i släktet Tabanus och familjen bromsar. Inga underarter finns listade i Catalogue of Life.